# Thomas Godwin
Thomas Charles Godwin –conocido como Tommy Godwin– (Connecticut, Estados Unidos, 5 de noviembre de 1920–Solihull, 3 de noviembre de 2012) es un deportista británico que compitió en ciclismo en la modalidad de pista, especialista en la prueba de persecución por equipos.
Participó en los Juegos Olímpicos de Londres 1948, obteniendo dos medallas de bronce, en las pruebas del kilómetro contrarreloj y persecución por equipos (junto con Alan Geldard, David Ricketts y Wilfred Waters).

## Medallero internacional
| Juegos Olímpicos | Juegos Olímpicos       | Juegos Olímpicos  | Juegos Olímpicos        |
| Año              | Lugar                  | Medalla           | Competición             |
| ---------------- | ---------------------- | ----------------- | ----------------------- |
| 1948             | Londres ( Reino Unido) | Medalla de bronce | Persecución por equipos |
| 1948             | Londres ( Reino Unido) | Medalla de bronce | 1 km contrarreloj       |